# Большие Татаркасы
Больши́е Татарка́сы (чув. Мăн Тутаркас) — деревня в Моргаушском районе Чувашской Республики. Входит в состав Большесундырского сельского поселения.

## География
Находится в северо-западной части Чувашии, на расстоянии приблизительно 13 км на север по прямой от районного центра села Моргауши.

## История
Известна с 1747 года, когда здесь было учтено 60 жителей мужского пола. В 1795 году в деревне (вместе с деревней Малые Татаркасы) учтен 31 двор и 197 жителей. В XIX веке околоток деревни Татаркасы (ныне в составе Больших Татаркасов). В 1858 году учтено 24 двора и 200 жителей, в 1897—309 жителей, в 1906 — 66 дворов и 319 жителей, в 1926 — 75 дворов и 351 житель, в 1939—366 жителей, в 1979—324. В 2002 году было 72 двора, в 2010 — 74 домохозяйства. В 1931 году был образован колхоз «Новый путь», в 2010 действовал КФХ «Пихтеров».

## Население
Постоянное население составляло 240 человек (чуваши 96 %) в 2002 году, 220 в 2010.